# Filipijnse vleermuisparkiet
De Filipijnse vleermuisparkiet (Loriculus philippensis) is een papegaaiachtige die alleen voorkomt in de Filipijnen.
In het Filipijns heet deze vogel Colassi. In de Visayas wordt de Filipijnse vleermuisparkiet Kusi, Kolansi of Kolasisi genoemd.

## Algemeen
De Filipijnse vleermuisparkiet is de kleinste in de Filipijnen voorkomende papegaaiachtige. De mannetjes en vrouwtjes lijken niet op elkaar en ook de tien ondersoorten verschillen nogal van elkaar.
Alle ondersoorten en beide geslachten zijn meer donker geelgroen van boven, licht geelgroen van onderen, hebben een rode stuit en rode veren net boven de staart. De staart zelf is van boven smaragdgroen en van onderen kobaltblauw. De vliegveren zijn zwart in het midden en hebben smaragdgroen buitenste randen en turquoise binnenranden.
Bij L. p. philippensis, L. p. siquijorensis en L. p. mindorensis is de voorkant van de kop rood. Bij L. p. worcesterei, L. p. apacalis en L. p. dohertyi is deze ook rood net als de kruin. Bij L. p. regulus en L. p. bournsi is de voorkant van de kop rood en de kruin geel. Bij L. p. chrysonotus is de voorkant van de kop ook rood en de kruin doorlopend tot de rug geeloranje. Het mannetje van L. p. apicalis, L. p. dohertyi, L. p. siquijorensis en L. p. worcesteri hebben een oranjerode plek op de bovenzijde van de borst. Bij de overige ondersoorten is bijna de gehele borst en een deel van de keel van het mannetje oranjerood. Het vrouwtje verschilt van het mannetje doordat het gezicht deels blauw is. Daarnaast is het rood op de kop minder fel en ontbreekt het rood op de borst. Een juveniel is geheel groen, met uitzondering van de stuit, staart en vleugels, die dezelfde kleur hebben als die van een volwassen exemplaar.
Bij het mannetje is de snavel geheel oranje. Bij het vrouwtje is hij oranje aan de basis verlopend naar geel en zwart aan het uiteinde. De ogen zijn donkerbruin en de poten oranje tot oranjegeel. 
Deze soort wordt inclusief staart 15 centimeter en heeft een vleugellengte van 9 centimeter.

## Ondersoorten, verspreiding
Van Filipijnse vleermuisparkiet zijn negen ondersoorten bekend:
- L. p. apicalis (Bazol, Balut, Dinagat, Mindanao en Siargao);
- L. p. bournsi (Sibuyan);
- L. p. chrysonotus (Cebu);
- L. p. dohertyi (Basilan);
- L. p. mindorensis (Mindoro);
- L. p. philippensis (Banton, Catanduanes, Luzon, Marinduque en Polillo);
- L. p. regulus (Guimaras, Masbate, Negros, Panay, Romblon, Tablas en Ticao);
- L. p. siquijorensis (Siquijor);
- L. p. worcesteri (Biliran, Bohol, Buad, Calicoan, Leyte, Maripipi en Samar).

Op Siquijor is de soort mogelijk uitgestorven. De status van de populatie op Cebu is onduidelijk. Op Camiguin komt een nauw verwante soort voor de camiguinvleermuisparkiet (Loriculus camiguinensis).

## Leefgebied
De Filipijnse vleermuisparkiet komt gewoonlijk alleen of in paartjes voor in bossen tot zo'n 1000 meter boven zeeniveau, maar komt ook wel voor in tuinen en is een enkele keer ook te vinden op grotere hoogten tot zo'n 2500 meter. De vogel voedt zich met de bloesem en vloeistoffen van bloeiende kokosnootpalmen en bananen en ander fruit.

## Status
De grootte van de populatie is niet gekwantificeerd maar de soort wordt omschreven als algemeen in het grootste deel van zijn verspreidingsgebied. Op de Rode lijst van de IUCN heeft deze soort de status niet bedreigd.